# Augochloropsis selloi
Augochloropsis selloi är en biart som först beskrevs av Joseph Vachal 1911.  Augochloropsis selloi ingår i släktet Augochloropsis och familjen vägbin. Inga underarter finns listade.